# Roy Campanella
Roy Campanella (Filadelfia, Pensilvania; 19 de noviembre de 1921 - Woodland, California, 26 de junio de 1993) fue un jugador de béisbol estadounidense que se destacó en las Grandes Ligas como receptor. Considerado por muchos como uno de los grandes receptores de la historia de las Mayores, Campanella jugó para los Brooklyn Dodgers de 1948 a 1957, siendo uno de los pioneros en romper la barrera racial en las Grandes Ligas. Su carrera se vio interrumpida abruptamente en 1958, cuando un accidente de auto lo dejó paralizado.

## Carrera en Grandes Ligas
Campanella participó en el Juego de Estrellas cada año entre 1949 y 1956. Fue uno de los cuatro primeros jugadores afroamericanos en ser seleccionados para el juego (Jackie Robinson, Don Newcombe and Larry Doby fueron los otros). Recibió el MVP de la Liga Nacional en tres ocasiones (1951, 1953 y 1955). En cada una de sus temporadas de MVP promedió para más de .300, con más de 30 cuadrangulares y 100 carreras impulsadas. En su carrera capturó al 57% de los corredores que intentaron robarle una base, el mayor por ciento de la historia de las Grandes Ligas.
En 1955, temporada del último MVP de Campanella, contribuyó a la primera victoria de los Brooklyn en la Serie Mundial. Luego de las derrotas de los Dodgers ante los Yankees en los dos partidos iniciales, Campanella comenzó el regreso de los Brooklyn, al conectar, con dos outs, un jonrón de dos carreras en el primer inning del tercer partido, los Dodgers ganaron ese partido y el siguiente, igualmente respaldados por cuadrangular de Campanella. Finalmente alcanzaron la victoria en siete partidos.
Campanella fue el receptor de tres partidos de 0 hits durante su carrera: dos de Carl Erskine, el 19 de junio de 1952 y el 12 de mayo de 1956 y otro de Sal Maglie, el 25 de septiembre de 1956.

## Reconocimientos
En 1969, fue seleccionado para ingresar al Salón de la Fama, siendo el segundo jugador afroamericano, luego de Jackie Robinson, en ser elegido. El 4 de junio del 1972 su número 39 fue retirado del uniforme de Los Angeles Dodgers.
En 1999, Campanella quedó en el puesto 50 de la lista de los 100 mejores jugadores de béisbol de la historia (100 Greatest Baseball Players) publicada por “The Sporting News” y fue nominado para el Juego de la Centuria de las Grandes Ligas (Major League Baseball All-Century Team).